# Phora speighti
Phora speighti är en tvåvingeart som beskrevs av Ronald Henry Lambert Disney 1982. Phora speighti ingår i släktet Phora och familjen puckelflugor.
Artens utbredningsområde är Irland. Inga underarter finns listade i Catalogue of Life.